# Biblia Lutra
Biblia Lutra (niem. Lutherbibel) – przekład Pisma Świętego z języków oryginalnych na język niemiecki, dokonany przez Marcina Lutra i jego współpracowników. Pierwsze wydanie Nowego Testamentu ukazało się w 1522 roku, całą Biblię opublikowano w 1534 roku.
Przekład wywarł ogromny wpływ na rozwój i standaryzację języka niemieckiego. Biblia Lutra była wzorem dla późniejszych przekładów niemieckich zarówno protestanckich jak i katolickich jak również obcojęzycznych: niderlandzkich, angielskich, skandynawskich, nadbałtyckich czy słowiańskich.

## Geneza
Jeszcze nim Luter wydał drukiem Nowy Testament powstało 18 drukowanych niemieckich edycji Pisma Świętego (14 w wysokoniemieckim i 4 w dolnoniemieckim). Jednakże ich szata językowa daleka była od doskonałości. Najstarszym niemieckim przekładem Biblii wydanym drukiem była Biblia Mentelina opublikowana w Strassburgu, w roku 1466. Był to tekst archaiczny, napisany słabą niemczyzną i posiadający osobliwości gramatyczne niezrozumiałe w XVI wieku.
Druga niemiecka edycja Biblii to przedruk wydania Metelina wydany również w Strassburgu około 1470 przez Heinricha Eggesteina, trzecia została wydrukowana ok. 1475 przez Jodocusa Pflanzmanna, czwarta edycja powstała Augsburgu w latach 1475–1476 u Günthera Zainera (ta edycja została zmodernizowana pod względem językowym). Piąta edycja wydana w latach 1476/1478 w Norymberdze jest dziełem Johanna Sensenschmidta. Szósta edycja to przedruk wydania Günthera Zainera. Siódma edycja wykorzystująca klocki Jodocusa Pflanzmanna powstała w 1477 w drukarni Antona Sorga. Ósmy przedruk z roku 1480 to ponownie wydanie Antona Sorga, dokonane tym razem na sprzęcie Günthera Zainera. Dziewiątą edycję opublikował w roku 1483 Anton Koberger (Biblia Germanica), okazała się ona najokazalsza pod względem graficznym i było to najbardziej rozpowszechnione wydanie Pisma Świętego w okresie przedreformacyjnym. Dziesiątą edycję opublikował w roku 1485 Johann Grüninger w Strassburgu. Jedenasta powstała w 1487 w Augsburgu w drukarni Hansa Schönspergera. Dwunasta edycja to ponownie wydanie Schönspergera. Trzynasta powstała w roku 1498 w Tübingen, w drukarni Hansa Otmara. Czternastą wydał Sylwan Otmar (syn Hansa), powstała ona już w XVI w., ale jeszcze przed wybuchem Reformacji.
Przed wydaniem Nowego Testamentu Lutra powstały też cztery edycje dostosowane do języka dolnoniemieckiego. W Kolonii dwie edycje opublikował Bartholomäus von Unkel biorąc za źródła Stary Testament Biblii z Delftu, Biblię Zainera oraz inne edycje w dolnoniemieckim. Pierwsza posługiwała się dialektem dolnosaksońskim (1084 strony), druga natomiast narzeczem reńskim (1088 stron). Wykorzystano drzeworyty z dziewiątej lub czternastej edycji w górnoniemieckim (te same drzeworyty posłużyły do wydania włoskiej Biblii Malermi w edycji z roku 1494). Trzecia edycja w dolnoniemieckim (De Biblie) została opublikowana w roku 1494 przez drukarza Steffena Arndesa z Lubeki. Zawiera ona zarówno tekst samodzielny jak i zapożyczony z Biblii kolońskiej Bartholomäusa von Unkela, na której się wzorowano. Czwarta dolnoniemiecka edycja katolicka (Biblia dudesch) wydana w 1522 i ostatnia sprzed Reformacji to Halberstädter Bibel. Pochodzi z drukarni Lorenza Stuchsa i zawiera 107 drzeworytów. 
Edycje wydawane do 1522 roku nie były jednak niezależnymi tłumaczeniami, lecz w zasadzie różnymi wariantami Biblii Mentelina. Dodatkowo w miarę rozpowszechnione były jedynie częściowe przekłady Nowego Testamentu, dostęp do całego tekstu Biblii był utrudniony.

## Historia przekładu do 1546 roku
Już na początku swej działalności reformatorskiej Marcin Luter dostrzegł potrzebę dokonania przekładu Biblii na język niemiecki. Przekładu Nowego Testamentu dokonał Luter w ciągu 10 tygodni podczas pobytu na zamku w Wartburgu, gdzie z obawy przed pojmaniem lub zabiciem mogącym nastąpić z rozkazu cesarskiego Luter spędził blisko rok podając się za rycerza Jörga. Po powrocie do Wittenbergi Luter poprawiał jeszcze tekst z pomocą Filipa Melanchtona.
Pierwsze wydanie Nowego Testamentu, opublikowane we wrześniu 1522 roku w nakładzie 3000 egzemplarzy, nazwano Testamentem wrześniowym (Septembertestament) lub „Biblią wrześniową”. Edycja ta ukazała się staraniem Lucasa Cranacha starszego oraz Christiana Döringa w drukarni Melchiora Lottera starszego. Wydanie zostało ozdobione drzeworytami Lucasa Cranacha starszego. Już w grudniu 1522 ukazała się druga edycja z poprawionym tekstem i zmienionymi ilustracjami, nazywana Testamentem grudniowym (Dezembertestament) lub „Biblią grudniową”.
Przekład Starego Testamentu był już dziełem całego zespołu, w którego skład wchodzili, obok Lutra i Melanchtona, także m.in. Jan Bugenhagen, Kaspar Cruciger, Justus Jonas i Matthäus Aurogallus. Tekst całej Biblii opublikowany został w 1534 roku pod pełną nazwą: Biblia: das ist: Die gantze Heilige Schrifft: Deutsch Auffs new zugerichtet. Luter stale dopracowywał swój przekład, łącznie za jego życia ukazało się pięć wydań poprawionych, z czego ostatnie w 1545 roku. Istniały też liczne wydania cząstkowe i przedruki, często obarczone błędami.
W roku 1531, na trzy lata przed ukończeniem przekładu Lutra, w Zurychu ukazała się Biblia zuryska. Był to w znacznej mierze przekład wykorzystujący cząstkowe wydania Lutra uzupełniony przez zespół tłumaczy zainicjowany przez Huldrycha Zwingliego.

## Odpowiedź na przekład Lutra
W odpowiedzi na wydanie Lutra strona katolicka w postanowiła wydać własne, w zamierzeniu lepsze wydanie, które miałoby wyprzeć Biblię Lutra. Podjęto kilka prób tłumaczeń z Wulgaty. Pierwszą z nich było wydanie w roku 1527 Nowego Testamentu Hieronima Emsera in folio w drukarni Wolfganga Stöckela w Dreźnie. Drugą próbę podjął Johann Dietenberger, który opublikował pełny przekład Biblii jeszcze przed Lutrem, w roku 1534 w drukarni Petera Jordana w Moguncji. Trzecią Biblię katolicką (w dialekcie szwabskim) przetłumaczył Johann Eck i wydał w roku 1537 w drukarni Aleksandra Weissenhorna w Augsburgu.
Nie były to jednak samodzielne przekłady, lecz wersje opierające się na przekładzie Lutra. Tłumaczenie Lutra poddano korektom i przeróbkom by dostosować tekst do Wulgaty. Edycje te nie dorównały jednak Biblii Lutra.

## Charakterystyka przekładu
Za podstawę tekstu Starego Testamentu służył tekst opublikowany w Brescii przez Gerszona ben Mojżesza Soncino w 1494 roku, a za podstawę tekstu Nowego Testamentu – Novum Instrumentum omne Erazma z Rotterdamu wydanie drugie z 1519 roku. Tłumacząc tekst Starego Testamentu korzystano także z Septuaginty, Wulgaty i późniejszych przekładów Biblii. Tłumacząc Nowy Testament, Luter porównywał tekst grecki z Wulgatą, raczej nie posłużył się natomiast żadnym konkretnym wcześniejszym przekładem na język niemiecki, jednak dostrzec można pewien wpływ wcześniejszych prac tłumaczeniowych.
Pierwsze wydania Biblii Lutra zawierały księgi deuterokanoniczne określone jako apokryfy. Krytyczne podejście Lutra do niektórych ksiąg Nowego Testamentu – Listu Jakuba, Listu Judy, Listu do Hebrajczyków i Apokalipsy – znalazło swój wyraz w przedmowach do ksiąg oraz adnotacjach do tekstu biblijnego, a także w zmianie tradycyjnej kolejności ksiąg Nowego Testamentu. Przekład nie zawierał kwestionowanego przez Erazma Comma Johanneum, które dodano po śmierci Lutra (1546) – po raz pierwszy w wydaniu frankfurckim z 1574 roku.
Większość błędów tłumaczenia znajduje się w Księdze Hioba i księgach prorockich. Przyczyną błędów był niski jeszcze poziom biblistyki, która wówczas dopiero raczkowała.
Już od początku teolodzy katoliccy krytykowali tekst przekładu Lutra, zarzucając mu zafałszowanie tekstu biblijnego. Szczególnie krytykowano tłumaczenie Rz 3,28 So halten wir es nun, daß der Mensch gerecht werde ohne des Gesetzes Werke, allein durch den Glaube („Uważamy więc, że człowiek usprawiedliwiony zostaje bez uczynków Prawa, tylko przez wiarę”), które Luter uważał za właściwie oddający sens tekstu biblijnego w idiomatycznym niemieckim (choć nie używa słowa allein w Gal 2,16, gdzie jego użycie mogłoby być bardziej uzasadnione). Już współcześni Lutrowi wskazywali wszakże, że takie tłumaczenie zastosowano także w jednym z wcześniejszych przekładów.

## Język
Luter w swym tłumaczeniu posługiwał się językiem dworskim Saksonii Elektorskiej, formą języka wczesno-nowo-wysoko-niemieckiego, używanym też w komunikacji pomiędzy cesarzem a stanami, który był powszechnie zrozumiały. Luter wzbogacił tekst o słownictwo używane przez lud w tym celu przysłuchując się rozmowom prowadzonym przez prostych ludzi. Jego tłumaczenie było więc zrozumiałe dla czytelników bez względu na ich status społeczny. Był to język mówiony, a nie książkowy, Luter dbał nie tylko o poprawność tłumaczenia, ale także o rytm i równowagę tekstu. Celem Lutra było przekazanie myśli biblijnych autorów niemieckiemu czytelnikowi, dlatego starał się unikać dosłownego tłumaczenia idiomów i stosowania wyrazów obcych (przetłumaczył nawet greckie słowo barbaros – „barbarzyńca” jako undeutsch – „nie niemiec”).

## Wydania po śmierci Lutra
Po śmierci Lutra długo nie dokonywano większych rewizji tekstu jego przekładu, jednak w wydaniach pojawiały się błędy i odstępstwa od oryginału. W przedruku opublikowanym w Heidelbergu w 1568 po raz pierwszy wprowadzono podział na wersety, w wydaniu frankfurckim z 1574 roku dodano Comma Johanneum. W niektórych wydaniach do apokryfów dodano 3 i 4 Księgę Ezdrasza oraz 3 Księgę Machabejską. Podjęta przez elektora Augusta Wettyna próba ujednolicenia tekstu nie przyniosła rezultatu. W XVIII wieku tekstem przyjętym Biblii Lutra zostało wydanie dokonane przez Cansteinsche Bibelanstalt, towarzystwo biblijne założone przez Carla Hildebranda von Cansteina.
Próby rewizji dokonane w połowie XIX wieku nie przyniosły skutku, pozycję dominującą uzyskało natomiast konserwatywne wydanie z 1863 roku autoryzowane przez połączone niemieckie władze kościelne. Ostatecznie zdecydowano się na unowocześnienie języka i w 1912 roku ukazało się zrewidowane wydanie dopuszczone przez Niemiecką Ewangelicką Komisję Kościelną. Kolejne rewizje ukazały się w latach 1956 (NT) i 1964 (ST). Rewizja z 1975 roku nie zyskała popularności, natomiast wydanie z 1984 roku weszło do powszechnego użytku. Rewizję z roku 1984 przeprowadził 70-osobowy zespół kierowany przez bp. prof. Christopha Kählera.
Kolejna rewizja tekstu (Lutherbibel 2017) ukazała się w 2016 roku z okazji obchodów 500 lat reformacji. Uwzględniła ona najnowsze osiągnięcia na polu krytyki tekstualnej i egzegezy, w warstwie językowej zachowując możliwie największe podobieństwo do przekładu Lutra. W niektórych miejscach przywrócono wersję Lutra z XVI wieku uznając po krytycznej analizie tekstu, że tekst Lutra był bliższy oryginalnemu niż późniejsze rewizje.

## Wpływ Biblii Lutra
Biblia Lutra kształtowała język niemiecki przez następne dwa do trzech wieków, wywierając także wpływ na język niemieckich klasyków takich jak Herder, Goethe czy Schiller. Pewne zwroty użyte w przekładzie, np. „rzucać perły przed wieprze” czy „I stało się w owe dni…”, przeszły do języka potocznego.
Język użyty przez Lutra stał się punktem odniesienia dla późniejszych tłumaczeń tekstu Biblii. Biblia Lutra stała się wzorem dla późniejszych przekładów niemieckich zarówno protestanckich jak i katolickich, jak również obcojęzycznych: niderlandzkich, angielskich (przekłady Williama Tyndale’a i Milesa Coverdale’a), stanowiła podstawę tłumaczeń skandynawskich (szwedzka – Biblia Gustawa Wazy z 1541, duńska Biblia Christiana III z 1550, islandzka Guðbrandsbiblía z 1584 czy fińska Biblia Krystyny z 1642), nadbałtyckich (łotewska Biblia Glücka z 1689, estońska Biblia Antona thora Hellego z 1739, litewska rękopiśmienna Biblia Jonasa Bretkūnasa z lat 1580–1590) czy słoweńskiego (Biblia Jurija Dalmatina z 1584) i Biblii górnołużyckiej z 1728.